# Sartoria
Una sartoria è il laboratorio artigianale dove si realizzano abiti; vi lavora il sarto, coadiuvato da lavoranti. Vi si preparano abiti su misura o si fanno modifiche personalizzate su capi preconfezionati.
Prima del prêt-à-porter le sartorie erano diffusissime, ma, per l'aumento del prezzo della manodopera e la concorrenza dei capi confezionati, a partire dagli anni sessanta e settanta sono andate via via diminuendo. Oggi il termine sartoria è collegato all'alta moda.
Si intende con il termine, oltre che il luogo fisico in cui vengono realizzati gli abiti, anche l'arte stessa del creare abbigliamento su misura con perizia artigianale.

## Storia

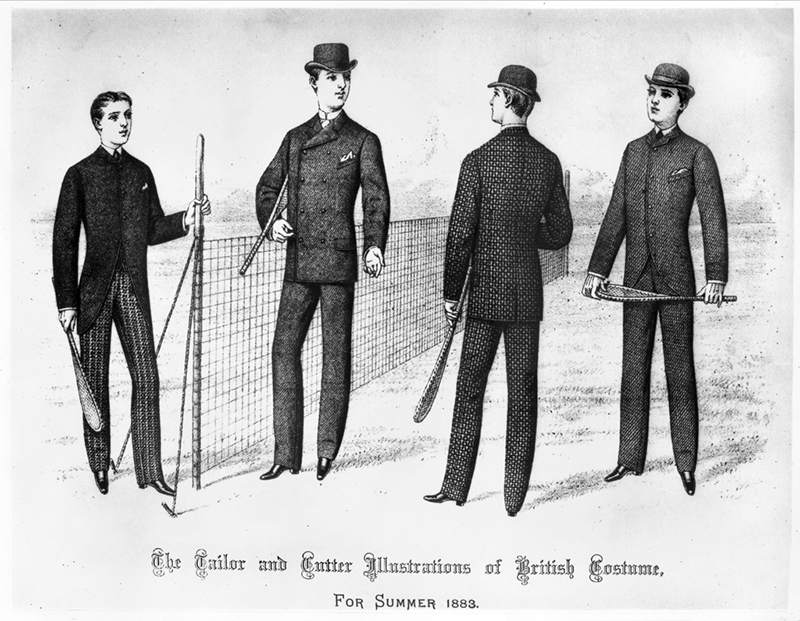
The Tailor and Cutter illustrations of British Costume, 1883

La nascita della sartoria si può collocare nel Medioevo, tra il XIII e XIV secolo, quando nasce la moda, fenomeno capace di produrre effetti in ambito economico e sociale. In questo periodo si delinea la figura professionale del sarto capace di rispondere alle nuove esigenze della clientela, che desiderava capi alla moda in grado di distinguere socialmente le persone. A questo scopo ci si recava in sartoria, laddove il sarto prendeva le misure sui clienti, tagliava e cuciva capi d'abbigliamento. Con il passare dei secoli la sartoria divenne un luogo sempre più accogliente e confortevole. Nel Settecento i laboratori più raffinati erano ambienti grandi e ariosi, dotato di grandi finestre aperte sulla strada come una sorta di esposizione messa in vista dei passanti, come è documentata dalle tavole dell'Encyclopédie.